# Knight Industries Two Thousand

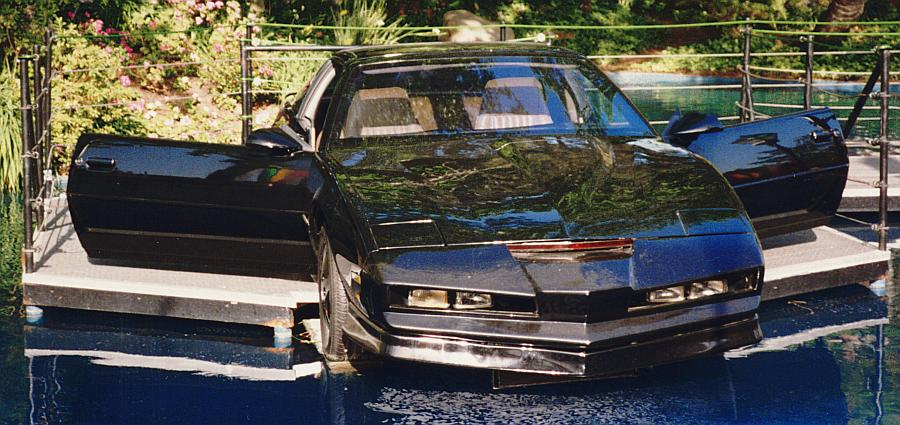
Knight Industries Two Thousand – KITT

Knight Industries Two Thousand (zkráceně nazýván jako KITT, pro odlišení od svého nástupce někdy KITT 2000) je vůz budoucnosti, který slouží v Nadaci pro právo a pořádek spolu s jeho řidičem a parťákem Michaelem Knightem (hlavní hrdinové seriálu Knight Rider). Jedná se o upravený Pontiac Firebird Trans Am.
Vůz byl vytvořen společností zakladatele Nadace pro Právo a Pořádek (Foundation for Law and Government = FLAG) Wiltonem Knightem (Richard Basehart), který ale ještě v úvodním filmu seriálu umírá a do čela nadace se tak dostává jeho blízký spolupracovník Devon Miles (herec Edward Mulhare).
Počítačová osobnost vozu byla přizpůsobena jeho řidiči, jímž je Michael Long (David Hasselhoff), který však v úvodním filmu pro vnější svět umírá, aby s novou identitou, Michael Knight, spolu se svým vozem pracoval pro Nadaci a zajišťoval spravedlnost.
Hlas KITTovi propůjčil William Daniels.

## KARR
KITT však nebyl prvním vozem vyrobeným Nadací pro právo a pořádek (FLAG). Jeho prototypem byl KARR (Knight Automated Rooving Robot – Knightův automatický revoluční robot). Na první pohled se od KITTa nelišil – stejně jako on měl podobu černého Pontiacu Firebird Trans Am. Byl zhotoven ze stejné slitiny a měl stejné vymoženosti jako KITT – hlas, autopilota, schopnost skákat přes překážky aj. Oba vozy se lišily pouze v základním naprogramování. KITT chránil Michaela a obecně lidské životy, kdežto KARR pouze sám sebe. Tím se pro plány svého stvořitele stal nevhodným a byl deaktivovaný uložen do skladu.
Objevil se celkem ve 2 epizodách. V první z nich (1×09 – Důvěra nerezaví, v orig. Trust doesn't rust) je re-aktivován dvěma zloději (Tony a Rev), kteří na něm chtěji zbohatnout. Nakonec je zničen pádem z útesu do moře při přímém souboji s KITTem. Poté se objevil v epizodě 3×06 KITT vs KARR, kde byl nalezen na pláži mladým párem (John a Mandy). Přepadl kamion Nadace a poté, co byl opraven a změnil vzhled, vyzval na souboj Michaela s KITTem. Souboj ale nakonec prohrál a byl zničen. Jeho CPU ale stále bylo aktivní.
KARRovi propůjčil v prvním případě hlas Peter Cullen a ve druhém Paul Frees.

## Galerie

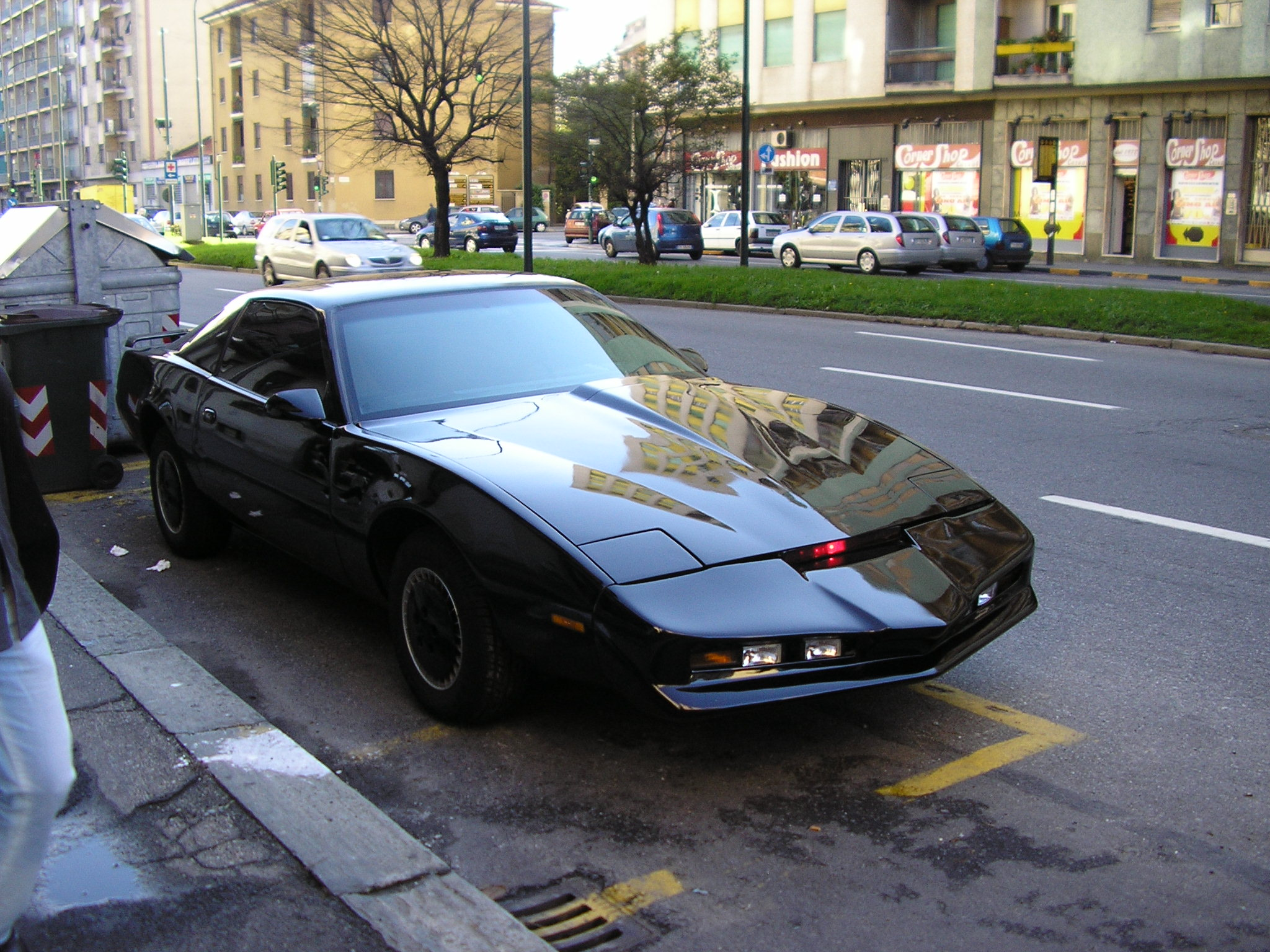
Replika seriálového vozu KITT
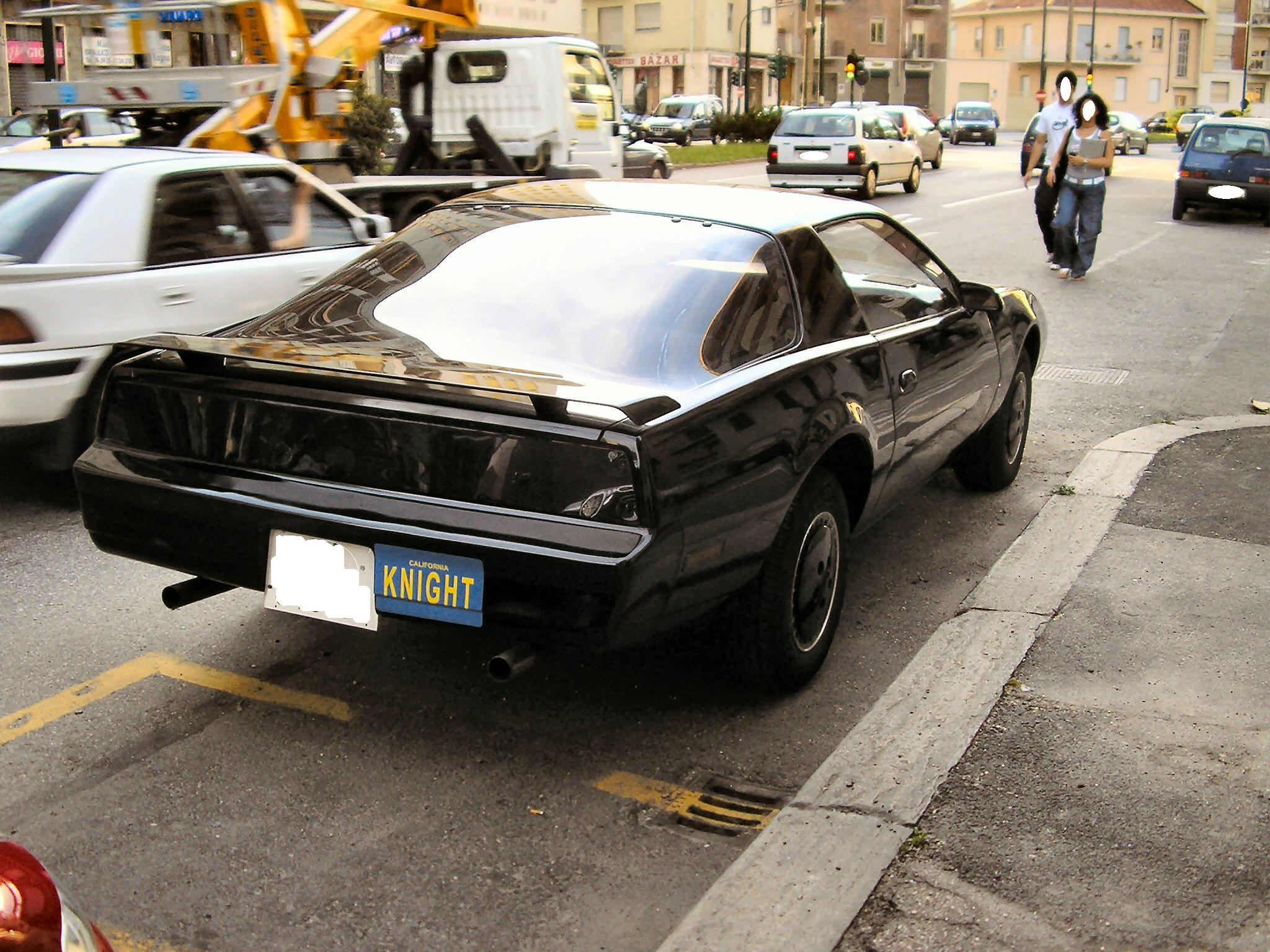
Replika seriálového vozu KITT
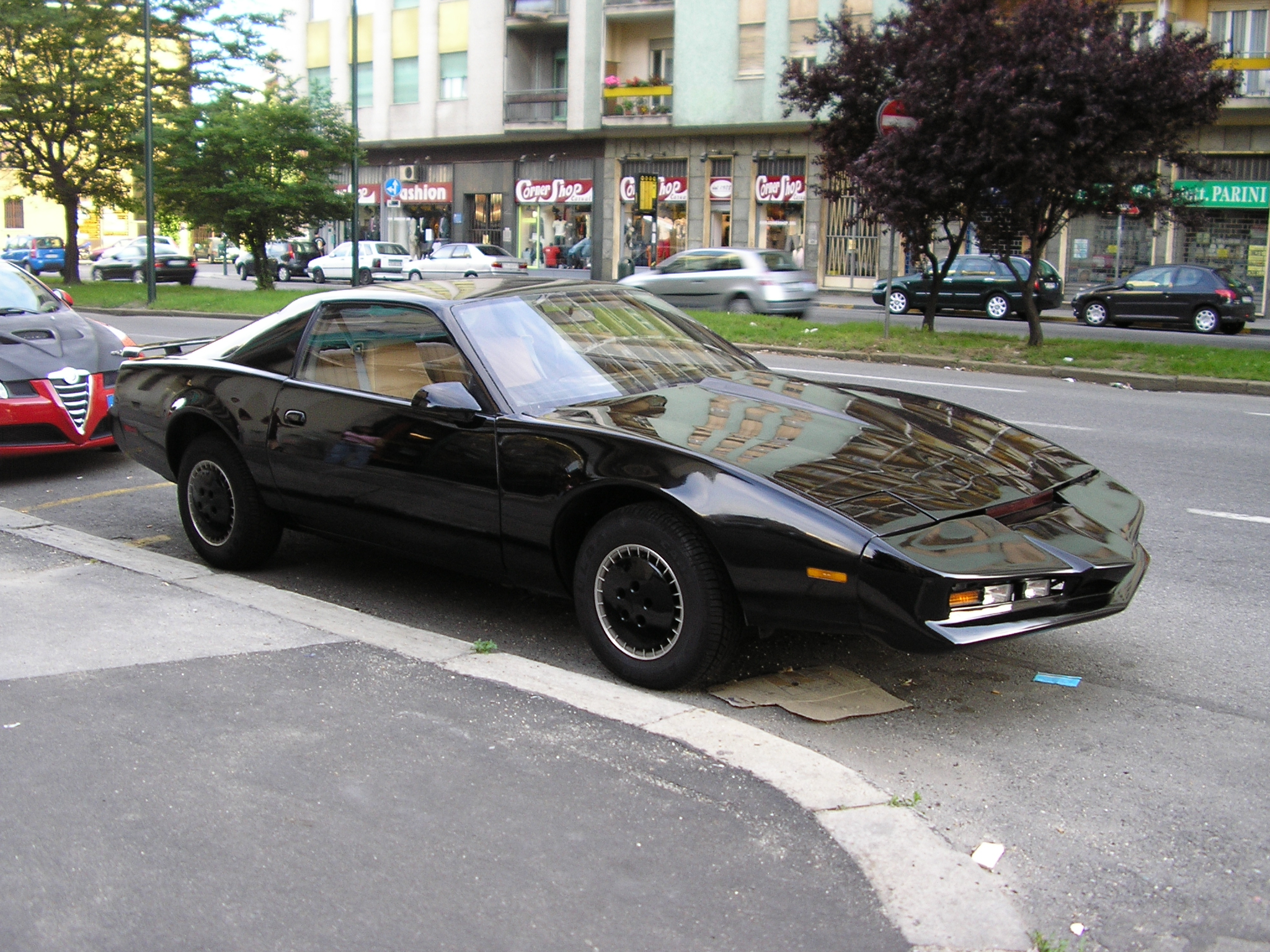
Replika seriálového vozu KITT
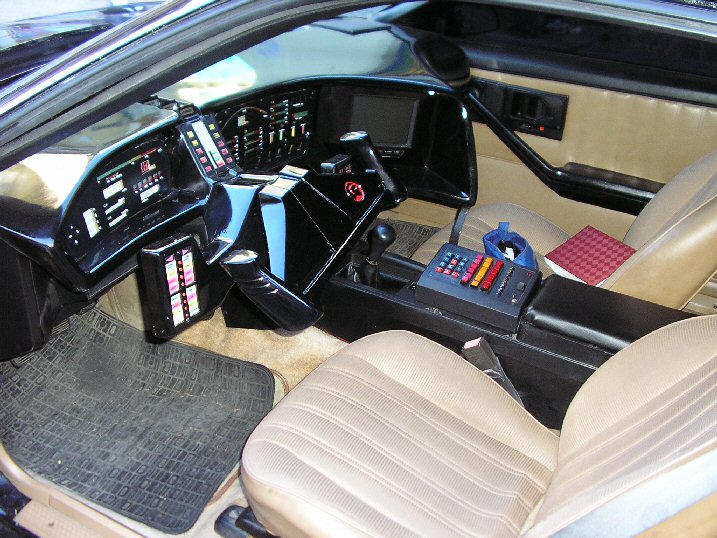
Palubní deska vozu
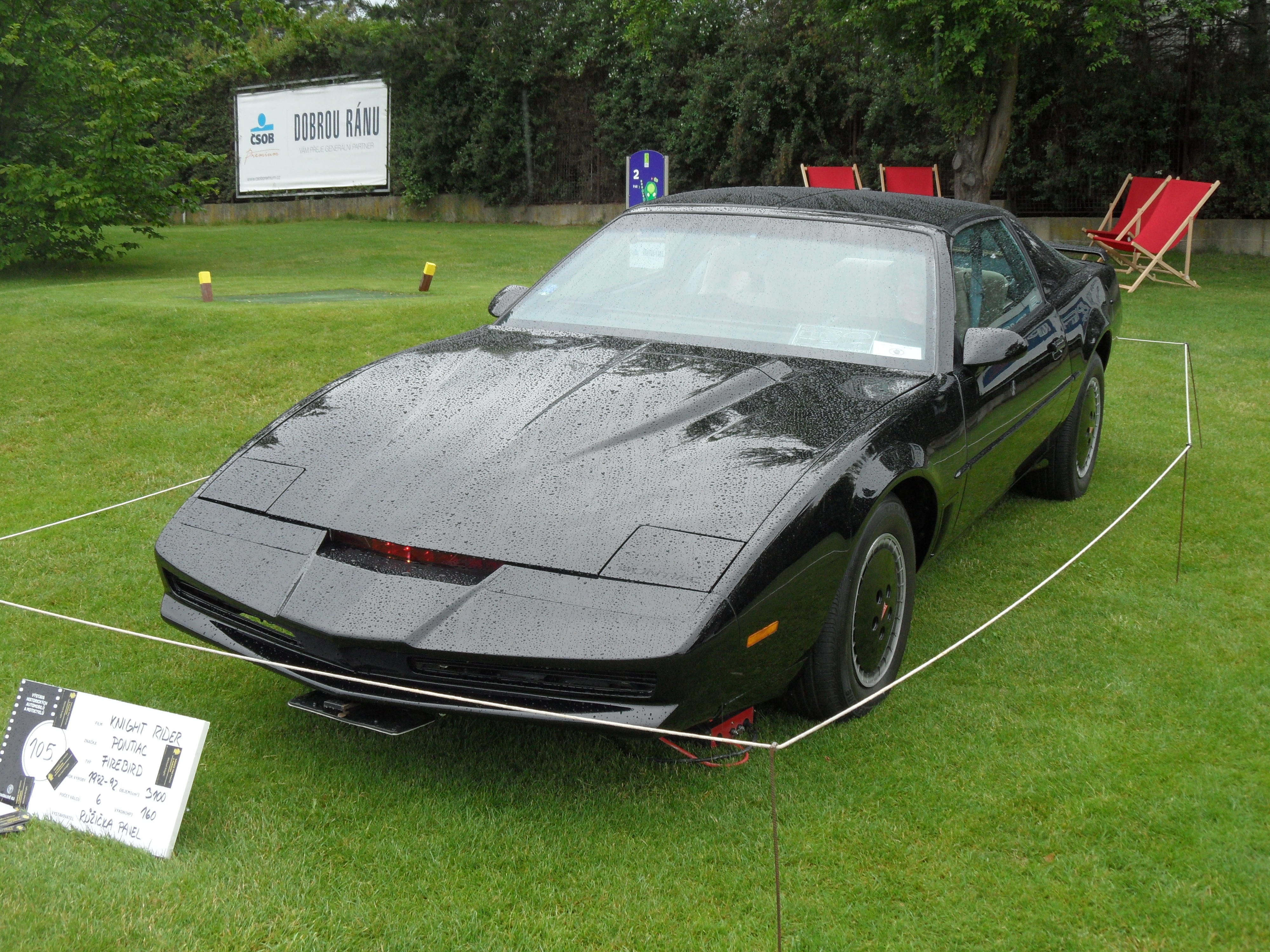
Pontiac Firebird jako KITT na Automobilové klenoty 2019